# Werner E. Ablaß
Werner Erich Ablaß (* 11. Dezember 1946 in Briesen) ist ein deutscher Politiker, der der christlichen Opposition der DDR entstammt und während der Deutschen Wiedervereinigung als Staatssekretär im Verteidigungsministerium der DDR zusammen mit Minister Rainer Eppelmann in führender Position für die Auflösung der NVA verantwortlich war.

## Leben
Werner Ablaß wurde am 11. Dezember 1946 als Sohn eines Zimmermanns im brandenburgischen Briesen geboren. Er wurde im christlichen Glauben erzogen. Von 1953 bis 1963 besuchte er die POS in seinem Geburtsort. Anschließend arbeitete er fünf Jahre als Pfleger in den Züssower Diakonieanstalten. Von 1969 bis 1972 war Ablaß im Buchhandel in Potsdam tätig, danach bei der Staatlichen Versicherung der DDR. 1985 wurde er aus dieser Funktion enthoben, da er einen Übersiedlungsantrag in die Bundesrepublik gestellt hatte, den er später wieder zurückzog. Danach arbeitete er zwei Jahre als Reinigungskraft im kirchlichen Oberseminar in Hermannswerder, bevor er im Frühjahr 1987 kurzzeitig wieder in der Staatlichen Versicherung tätig war. Von 1987 bis Anfang 1990 leitete er ein evangelisches Altenheim in Camin in Mecklenburg.
Der Mitbegründer der Partei Demokratischer Aufbruch in Mecklenburg wurde im April 1990 Stellvertreter des Ministers und Staatssekretär im Ministerium für Abrüstung und Verteidigung der DDR. Dort war er Verhandlungsführer für den Einigungsvertrag und war maßgeblich an den Verhandlungen über den Austritt der DDR aus dem Warschauer Pakt beteiligt. Von Oktober 1990 bis Dezember 1996 leitete er die Außenstelle des Bundesministeriums für Verteidigung in Strausberg. Von 1997 bis 2011 war er Beauftragter für Sonderaufgaben im Bereich der Bundeswehr in den neuen Ländern und anschließend als Berater bei der Bundeswehr tätig. Am 25. Februar 1997 erhielt Ablaß das Bundesverdienstkreuz am Bande.